# Steve Wariner
Steve Wariner, all'anagrafe Steven Noel Wariner (Noblesville, 25 dicembre 1954), è un cantautore statunitense, esponente di musica country.

## Discografia parziale

### Album in studio
- 1982 - Steve Wariner
- 1983 - Midnight Fire
- 1985 - One Good Night Deserves Another
- 1985 - Life's Highway
- 1985 - Greatest Hits
- 1986 - Down in Tennessee
- 1987 - It's a Crazy World
- 1988 - I Should Be with You
- 1989 - I Got Dreams
- 1990 - Laredo
- 1990 - Greatest Hits Vol. 2
- 1990 - Christmas Memories
- 1991 - I Am Ready
- 1993 - Drive
- 1996 - No More Mr. Nice Guy
- 1998 - Burnin' the Roadhouse Down
- 1999 - Two Teardrops
- 2000 - Faith in You
- 2003 - Steal Another Day
- 2005 - This Real Life
- 2009 - My Tribute to Chet Atkins
- 2010 - Guitar Christmas
- 2011 - Guitar Laboratory
- 2013 - It Ain't All Bad
- 2016 - All Over the Map

### Album dal vivo
- 1986 - Live From Gilley’s

### EP
- 1989 - Where Did I Go Wrong
- 1991 - Like A River To The Sea

## Filmografia

### Cinema
- A Place to Grow, regia di Merlin Miller (1995)

### Televisione
- Talking in Circles with Clint Black - serie TV, episodio 1x08 (2021)

### Videoclip
- Jed Zeppelin Workin' Man Blues, regia di Deaton Flanigen (1994)
- Steve Wariner Holes in the Floor of Heaven (2017)